# Concepción Gimeno de Flaquer
Pour les articles homonymes, voir Gimeno et Flaquer.
María de la Concepción Gimeno de Flaquer, née à Alcañiz le 11 décembre 1850 et morte à Buenos Aires en 1919, est une écrivaine, rédactrice et féministe espagnole.

## Biographie
María de la Concepción Gimeno de Flaquer est née dans la localité de  turolense de Alcañiz le 11 décembre 1850. Selon Manuel Ossorio y Bernard, Gimeno de Flaquer s'est fait connaître dans les rencontres littéraires de Ayguals de Izco (es) et en collaborant à des publications telles que La Ilustración de la Mujer, La Mujer, El Correo de la Moda (es) de Madrid ou El Ramillete de Barcelone, entre autres. Sa correspondance avec l'acteur Manuel Catalina (es) est conservée depuis le début des années 1870.